# Bruflat
Bruflat è un villaggio della Norvegia, situato nella municipalità di Etnedal, nella contea di Innlandet.